# Tim Ryan

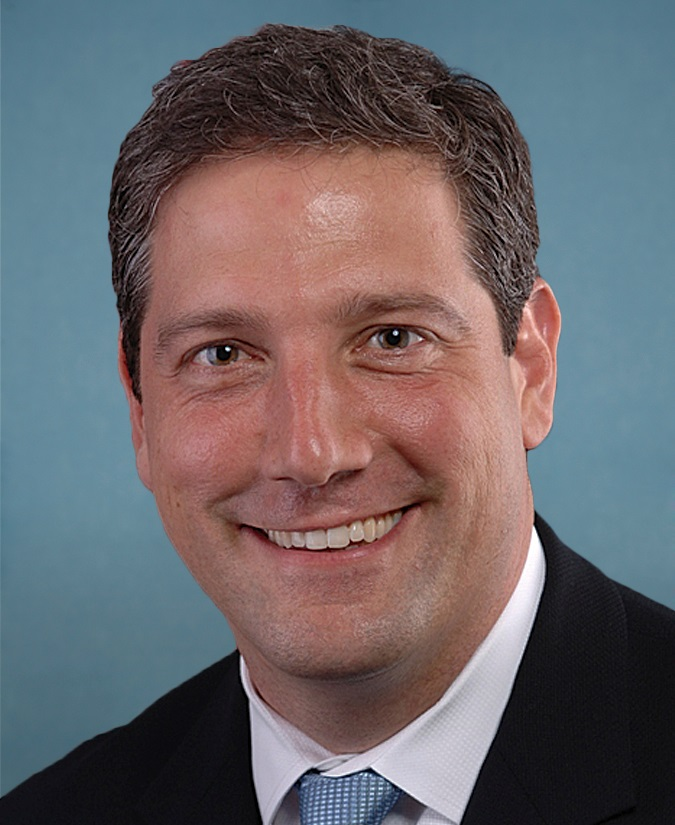
Tim Ryan (2013)

Timothy John „Tim“ Ryan (* 16. Juli 1973 in Niles, Ohio) ist ein amerikanischer Politiker der Demokratischen Partei. Von Januar 2003 bis Januar 2023 vertrat er den 13. Distrikt des Bundesstaats Ohio im US-Repräsentantenhaus. Er bewarb sich 2016 um das Amt des Fraktionsvorsitzenden seiner Partei im Repräsentantenhaus (minority leader) und 2019 um die Nominierung der Demokraten für die Präsidentschaftswahl 2020. 2022 bewarb er sich um den Senatssitz von Ohio.

## Leben

### Familie, Ausbildung und Beruf
Tim Ryan wurde in Niles im Trumbull County geboren. Nach dem Abschluss der John F. Kennedy High School in Warren studierte er Politikwissenschaft an der Bowling Green State University und graduierte mit einem Bachelor of Arts. Er absolvierte auch ein Auslandssemester in Florenz. An der University of New Hampshire schloss er 2000 mit einem Juris Doctor (J.D.) ab. Während seiner Studienzeit war er Mitte der 1990er-Jahre Mitarbeiter im Stab des Kongressabgeordneten James Traficant.
Ryan ist verheiratet und lebt mit seiner Frau Andrea und den gemeinsamen drei Kindern in Howland (Ohio).

### Politische Laufbahn

#### Senat von Ohio
Von 2001 bis 2002 saß Ryan im Senat von Ohio. Er hatte im Jahr 2000 zunächst die Vorwahl der Demokraten und dann die Hauptwahl im 32. Senatswahlkreis Ohios gewonnen, der sich über die nördlichen Stadtteile von Youngstown erstreckte.

#### US-Repräsentantenhaus
Bei der Wahl 2002 wurde Ryan als Vertreter des 17. Kongresswahlbezirks Ohios ins US-Repräsentantenhaus gewählt. Dort trat er am 3. Januar 2003 die Nachfolge James Traficants an und wurde seitdem stets wiedergewählt. Nach einem Neuzuschnitt der Wahlkreise („Redistricting“) wurde der bisherige 17. Wahlbezirk mit der Wahl 2012 geographisch weitgehend in den neuen 13. Distrikt überführt, der weiterhin einen Teil des Nordostens des Bundesstaates von Youngstown bis Akron umfasst. Seit Januar 2013 vertritt Ryan daher den 13. Kongresswahlbezirk, der vom Strukturwandel des Rust Belts stark betroffen ist; zwischen 2001 und 2013 gingen dort fast 19.000 Industriearbeitsplätze verloren. (Siehe zur räumlichen Einordnung die Karten des früheren 17. und heutigen 13. Bezirks)
Nach den verlorenen Wahlen 2016 forderte Ryan Nancy Pelosi in einer Kampfkandidatur um den Fraktionsvorsitz im Repräsentantenhaus (House Minority Leader) heraus und unterlag ihr bei der Abstimmung am 30. November 2016 mit 63 zu 134 Stimmen. Er gilt als aufstrebendes Talent seiner Partei und wurde als möglicher Kandidat für die Gouverneurswahl 2018 genannt.

#### Kandidatur Präsidentschaftswahl 2020 und Wiederwahl 2020
Im Sommer 2018 traf Ryan laut der Website The Intercept konkrete Vorbereitungen für eine Kandidatur bei der Präsidentschaftswahl in den Vereinigten Staaten 2020. Er wolle für die Demokraten Wähler des Mittleren Westens zurückgewinnen. Im April 2019 gab Ryan seine Kandidatur in der Vorwahl seiner Partei für die Präsidentschaftswahl 2020 bekannt. Er setzt sich im über zwanzig Personen umfassenden Bewerberfeld für einen zentristischen, wirtschaftsfreundlichen Kurs ein, mit dem er die an Donald Trump verlorenen, enttäuschten Bewohner des Rust Belt für die Demokraten zu gewinnen hofft. In aggregierten Umfragen kam Ryan bis Mitte Oktober 2019 nie über ein Prozent der Stimmen im Vorwahlfeld, und nach der Teilnahme an den ersten beiden Kandidatendebatten im Sommer erreichte er die qualifizierenden Umfrage- und Fundraising-Ergebnisse für die weiteren Debatten nicht. Am 24. Oktober 2019 gab er seinen Rückzug von der Präsidentschaftskandidatur bekannt. Er bewarb sich wieder für sein Kongressmandat bei der Wahl 2020. Er konnte die Wahl 2020 mit 52,5 % gegen Christina Hagan von der Republikanischen Partei, sowie Michael Fricke von der Libertarian Party gewinnen. Seine letzte, insgesamt fünfte Legislaturperiode im Repräsentantenhaus des 117. Kongresses lief bis zum 3. Januar 2023. Aufgrund seiner Kandidatur für den Senat kandidierte er 2022 nicht für eine Wiederwahl im Repräsentantenhaus.

##### Ausschüsse
Er war zuletzt Mitglied in folgenden Ausschüssen des Repräsentantenhauses:
- Committee on Appropriations
  - Defense (Vorsitz)
  - Energy and Water Development, and Related Agencies
  - Legislative Branch
- Joint Committee on the Library

#### US-Senat
Ryan war der demokratische Kandidat für die Senatswahl 2022, bei der Rob Portman, der republikanische Amtsinhaber, nicht mehr antrat. Er trat am 8. November 2022 gegen J.D. Vance von der Republikanischen Partei sowie fünf weitere unabhängige Kandidaten antreten. Er unterlag bei der Wahl letztlich gegen Vance.